# Lena Georgescu
Lena Georgescu (geb. 18. September 1999 in Bern) ist eine Schweizer Schachspielerin und trägt die FIDE-Titel Grossmeisterin der Frauen (WGM) und FIDE-Meister (FM).

## Leben
Georgescu wuchs in Moosseedorf nahe Bern auf und erlernte das Schachspiel im Alter von fünf Jahren zunächst von ihrem Vater. Mit acht Jahren wurde sie Mitglied im Schachklub Bern. Ab 2013 wurde sie vom Grossmeister Artur Jussupow trainiert und nahm in diesem Jahr auch an ihrem ersten internationalen Turnier teil, der Jugendeuropameisterschaft U14 in Budva.
2016 erreichte sie den Titel FIDE-Meisterin der Damen und wurde damit jüngste FIDE-Meisterin der Schweizer Schachgeschichte vor Laura Stoeri.
Im Jahre 2017 wurde sie in Grächen Schweizer Meisterin der Damen.
Mit der Schweizer Frauenauswahl nahm Georgescu an den Schacholympiaden 2016 und 2018 sowie den Mannschaftseuropameisterschaften 2015, 2017 und 2019 teil.
In der Schweiz ist sie Mitglied der Schachgesellschaft Winterthur und des Schachklubs Bern. Mit dem Schachklub Luzern gewann Georgescu 2018 die Schweizer Mannschaftsmeisterschaft, von 2017 bis 2019 spielte sie mit dem SC Kirchberg in der Schweizer Bundesliga. In der deutschen Schachbundesliga der Frauen spielte Georgescu in der Saison 2016/17 für die SG Augsburg 1873, seit der Saison 2017/18 ist sie für die Karlsruher Schachfreunde aktiv.
Georgescu besuchte eine Sportförderklasse am Gymnasium Neufeld in Bern. Sie studiert Informatik mit den Nebenfächern Mathematik, Wirtschaftsinformatik und VWL an der Universität Bern.